# Leo Mantis
Leo Mantis, справжнє ім'я Леонардо Ободоеке — український співак нігерійського походження.

## Життєпис
Леонардо Ободоеке родом із Нігерії. Переїхав до України у 2012 році на навчання в Тернопільському медичному університеті за спеціальністю «Лікувальна справа». Закінчив медичний університет у 2017 році. За півтора року вивчив українську мову та почав писати вірші, які згодом стали текстами його пісень.

## Перші музичні кроки
Першою піснею, яку він почув, прилетівши в Україну, була «Я так хочу...». Став популярним завдяки соціальним мережам та своєму аматорському відео, знятому на вебкамеру в кімнаті гуртожитку, де він виконує пісню «Така, як ти» Святослава Вакарчука. Цей випадок став помітний серед провідних каналів та радіостудій України. Після успішної спроби на проєкті «Голос країни» потрапив в команду Святослава Вакарчука. По завершенні проєкту Лео впевнений, що музика в його життя прийшла назавжди.

## Професійний дебют
Леонардо Ободоеке (сценічне ім'я — Leo Mantis)
Пісня «Листи» — авторська прем'єра молодого музиканта. Одна з перших пісень, написаних ним. І перша — саме українською. У грудні 2016 року презентує кліп на авторську композицію «Листи». Продюсери: Святослав Вакарчук та Віталій Телезін. Саунд-продюсери: Владімір Опсеніца, Віталій Телезин. Запис відбувся на студії «211». Пісня набула швидкої популярності в Україні й станом на січень 2017 року має понад 200 000 переглядів.
| Я написав «Листи» 2 роки тому. Сама композиція дуже особиста. Вона про духовну та фізичну відстань. Прикро, але чимало хто стикається з проблемою, коли відчуваєш подібну відстань. Не дивлячись на те, що люди можуть жити роками разом, при цьому вони перебувають духовно далеко одне від одного. |
Візуалізацію кліпу здійснив режисер та автор ідеї кліпу Роман Блажан.
Станом на січень 2017 року у нього є 20 пісень як українською, так і англійською мовами. Значний вплив на Лео Ободоеке мали такі гурти як Coldplay, The Black Keys, африканський виконавець Фела Кути, Кендрік Ламар, Нік Дрейк, Океан Ельзи.
Leo Mantis: 
| Я не вірю в долю. Впевнений, що ми самі робимо свій вибір, що впливає на наше подальше життя. Мені було важливо відобразити це в кліпі, думаю нам вдалося, завдяки деталям та сценарію. |

###### Другий авторський сингл «Na So E Dey Dey»
10 березня 2017 року Лео Мантіс презентує другий авторський синґл з назвою «Na So E Dey Dey». Вперше в Україні пісня звучить на піджині — суміш спрощеної англійської та однієї з 300 мов та діалектів Нігерії. Стиль композиції, за визначенням автора, є найближчим йому — поєднання африканського блюзу з європейським роком.
«Пісня написана близько року тому. Народилася вона доволі нестандартно, як для мене. Зазвичай, я пишу пісні під піаніно чи гітару. Цю ж написав, коли грав на барабанах на репетиційній студії. В ритмі почув щось цікаве і дуже швидко з'явилися мелодія та текст. Я люблю, коли пісня ритмічно багата, качає, при цьому має свій зміст. 
В пісні говориться про страждання чи пошуки людей. Про те, що людські проблеми не зможе вирішити хтось десь інший, тож не варто покладатись на когось, крім самого себе. Варто вірити у власні сили. Це пісня з сумним текстом, але позитивним настроєм».
Щодо мови пісні. Піджин — це дуже спрощена англійська (з ігноруванням граматичних правил мови) та в цьому конкретному випадку — з частковим використанням слів однієї з нігерійський етнічних мов. В Нігерії, звідки Лео родом, нараховується понад 300 місцевих діалектів та мов, тому піджин там — універсальна мова спілкування.